# ロクム
ロクム（トルコ語: lokum）とは、砂糖にデンプンとナッツ類を加えて作る、トルコの伝統的な菓子である。材料として使用され得るナッツ類としては、例えば、クルミ、ピスタチオ、アーモンド、ヘーゼルナッツ、ココナッツなどが挙げられる。食感は柔らかく弾力を有する。この菓子は、トルコや周辺地域に留まらず、比較的広範囲で知られている。このため、例えば英語では「Turkish delight」すなわち「トルコの悦び」と呼ばれる。

## 作り方

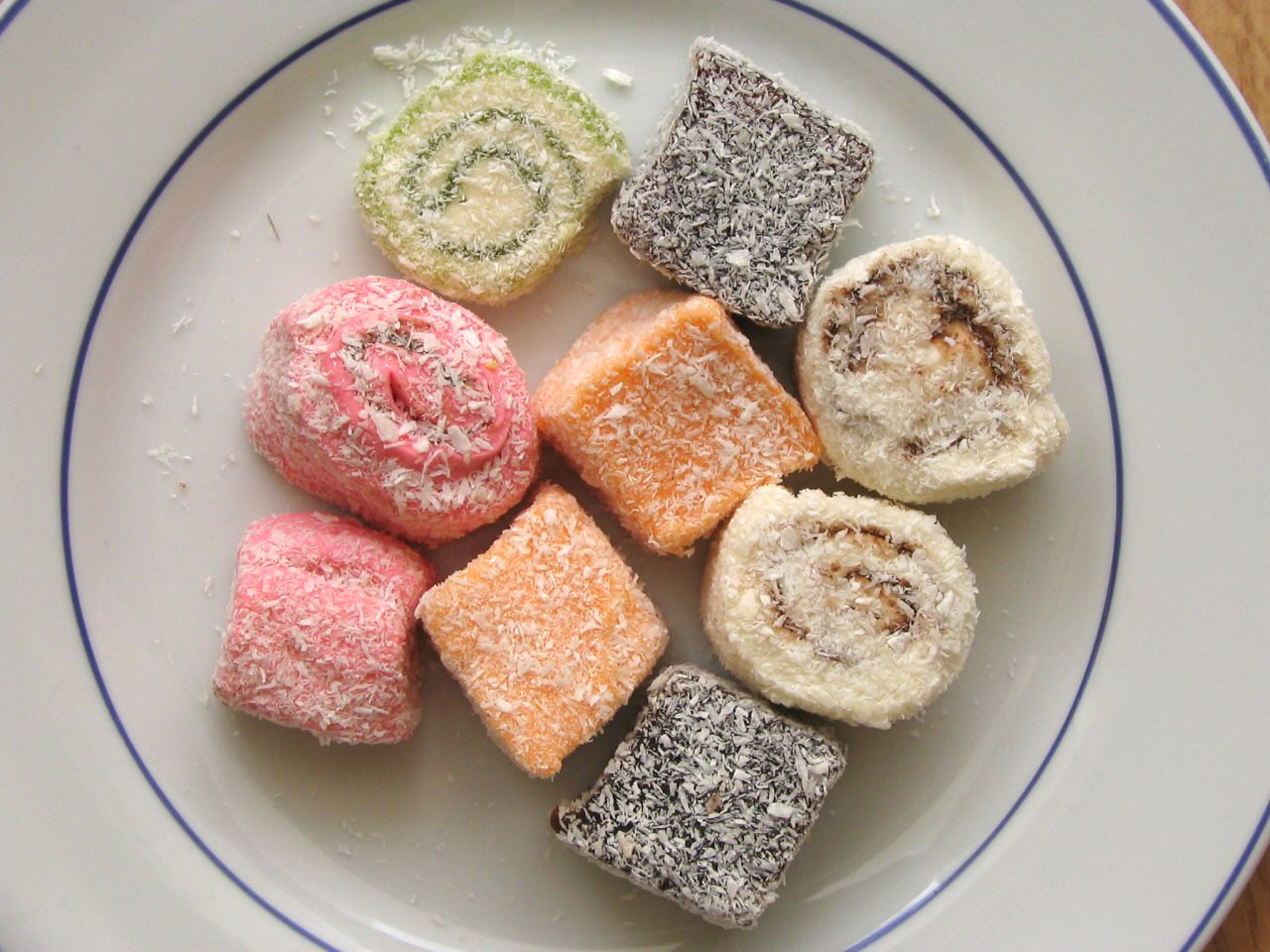
取り分けられたロクム

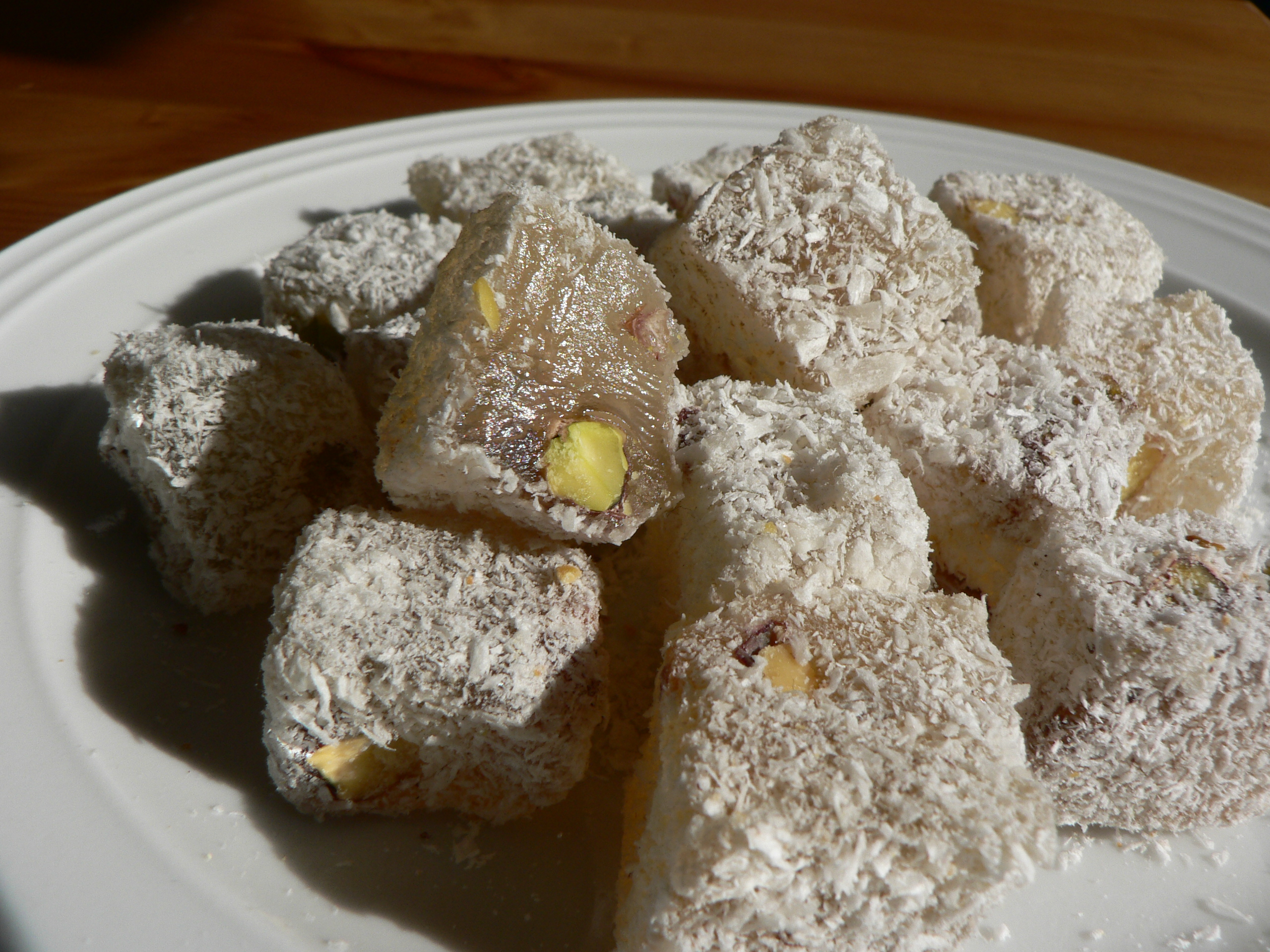
皿に盛ったロクム

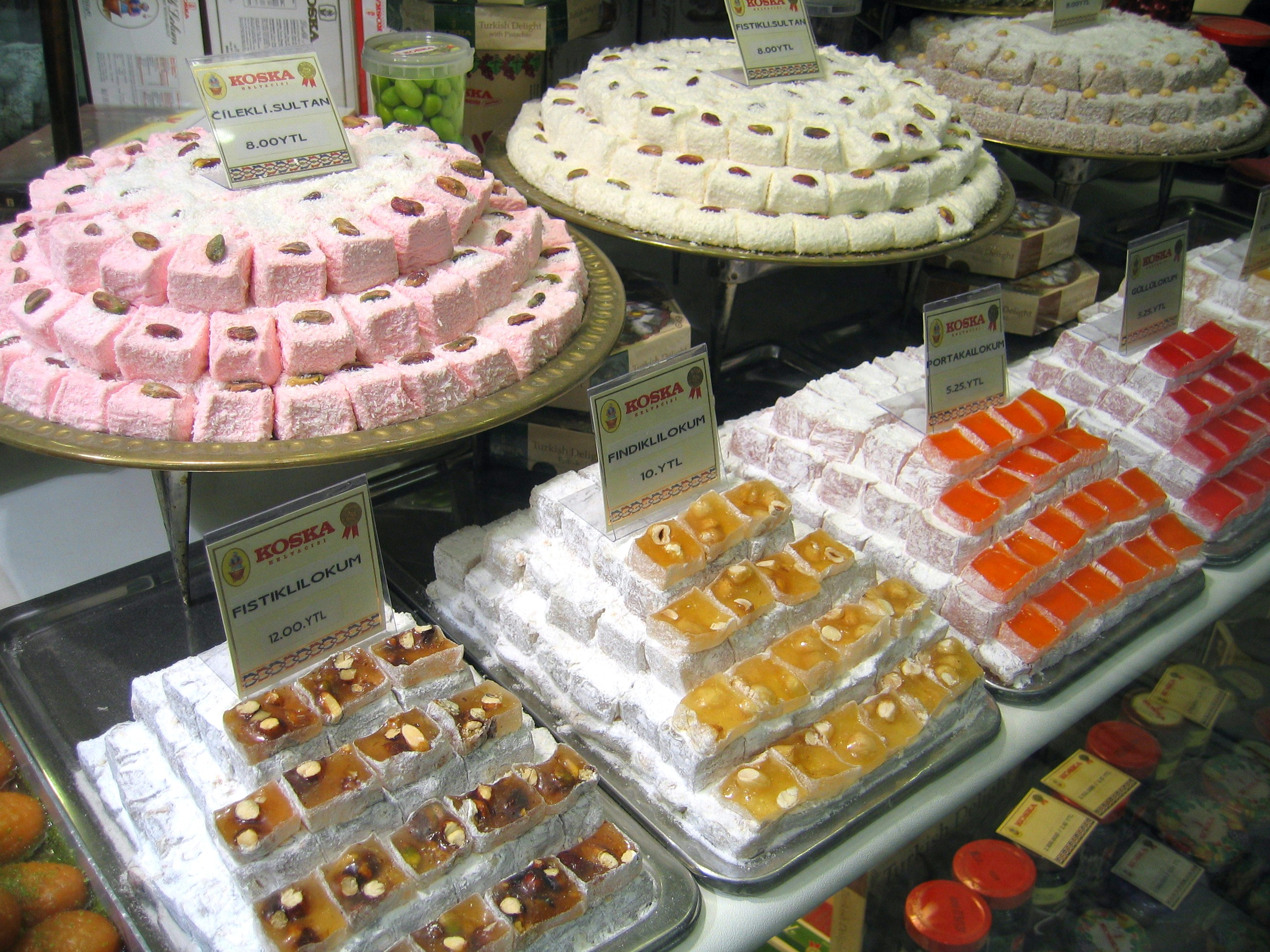
イスタンブールの店に並ぶ多種多様なロクム

砂糖を水に溶かして火にかけ、コーンスターチのようなデンプンの粉を溶き入れる。飴状になったら、適切な大きさにしたナッツ類を混ぜ入れてから、デンプンをまぶした型に入れて冷まして固める。冷めたら正方形に切って、デンプンと粉砂糖をまぶす。
なお、場合によっては、マスティック・ガムやハッカやローズウォーターを練り込んで、着香する場合も有る。また、着色料を用いて、着色を行う場合も有る。

## 歴史
ペルシャのギャズと呼ばれる菓子が、ロクムの原型との説も有る。なお、アッバース朝時代の9世紀には、すでに砂糖とデンプンを使った餅状の菓子の記録が存在するものの、名称が違う上に、この菓子には油が入っているなど製法もロクムとは異なる。18世紀末に創業したイスタンブールのアリ・ムヒッディン・ハジュ・ベキル製菓会社によると、トルコでロクムは15世紀から作られていたという。ロクムの語源は、アラビア語の راحة الحلقم（rāḥat al-ḥalqum ; ラーハトゥル＝ハルクム）「喉の満足」である。当時のロクムは、デンプンではなく小麦粉を用い、蜂蜜や糖蜜で甘味を付けていた。コーンスターチと砂糖を用いる近代的な製法は、アリ・ムヒッディン・ハジュ・ベキル製菓会社によって、19世紀に発明された。ヨーロッパにロクムは19世紀に伝来し、人気を集めた。

## 商品
ネスレカナダ社が「Big Turk」と言う製品名で、ロクムをチョコレートで包んだスナックバーを製造している。イギリスとオーストラリアではキャドバリー社が、同じくロクムをチョコレートで包んだ「Fry's Turkish Delight」と言う製品名で、菓子を製造している。

## フィクションでの扱い
C・S・ルイスの子供向け小説『ナルニア国物語（1）ライオンと魔女』では、ロクム（原文: Turkish delight）を使って、白い魔女が主役の1人のエドマンド・ペベンシーを誘惑する場面が有る。ただし日本語版の訳者瀬田貞二は、あまりにも日本の子供に馴染みがない菓子であるとして、敢えて正確に訳さず「プリン」という言葉を訳語に選んだ。